# 2013 en photographie
| Années de la photographie : 2010 - 2011 - 2012 - 2013 - 2014 - 2015 - 2016    |
| Décennies de la photographie : 1980 - 1990 - 2000 - 2010 - 2020 - 2030 - 2040 |

Cet article présente les faits marquants de l'année 2013 en photographie.

## Événements
- 22 mars :  Un timbre représentant la photographie The Kitchen Sink est publié par Postes Canada dans le cadre de leur série Photographie canadienne pour honorer la mémoire de la photographe canadienne d'origine écossaise Margaret Watkins (1884-1969). L'image est une nature morte d'un évier entouré de vaisselle[1]. En 2015, cette même photographie et la vie de Margaret Watkins deviennent une source d'inspiration pour le romancier écossais Andrew O’Hagan alors en pleine écriture de The Illuminations[2]

## Festivals
- 111e congrès de la Fédération photographique de France à Arras, 8-11 mai 2013
- 44e Rencontres d'Arles, 1er juillet-22 septembre 2013
- Visa pour l'image à Perpignan, 31 août-15 septembre 2013
- 75e congrès de la Photographic Society of America à South Portland (Maine), 15-21 septembre 2013
- Salon de la photo, Paris, 7-11 novembre 2013
- Paris Photo, 14-17 novembre 2013
- 17e Festival international de la photo animalière et de nature de Montier-en-Der, 21-24 novembre 2013

## Prix et récompenses
- World Press Photo de l'année à Paul Hansen
- Prix Niépce, à Valérie Jouve
- Prix Nadar à Mathieu Pernot (photos) et Philippe Artières (textes), L'Asile des photographies, éditions Le Point du jour  (ISBN 978-2-912132-75-8)
- Prix Arcimboldo à Éric Emo
- Prix Marc Ladreit de Lacharrière – Académie des beaux-arts à Catherine Henriette
- Prix Henri-Cartier-Bresson : Patrick Faigenbaum (France), pour son projet « Kolkata »[3]
- Prix HSBC pour la photographie à Cerise Doucède et Noémie Goudal
- Prix Bayeux-Calvados des correspondants de guerre à Fabio Bucciarelli
- Prix Carmignac Gestion du photojournalisme à ?
- Prix Pierre et Alexandra Boulat : Arnau Bach pour « Marseille », sur le quartier chaud de la ville, stigmatisé par la criminalité, celui des pêcheurs traditionnels qui a progressivement vu sa portion portuaire diminuer.
- Prix Roger-Pic à Bruno Fert pour sa série intitulée Les absents
- Prix Lucas Dolega à Alessio Romenzi (Italie), pour ses reportages en Syrie.
- Prix Canon de la femme photojournaliste à Mary F. Calvert
- Prix Picto à Tingting Wang
- Prix Tremplin Photo de l'EMI à ?
- Prix Voies Off à Boris Eldagsen
- Prix Révélation SAIF : Mafalda Rakoš (Autriche), pour sa série Il y a des jours sombres

- Prix Erich-Salomon à Paolo Pellegrin
- Prix culturel de la Société allemande de photographie à Maryse Cordesse, Lucien Clergue, Jean-Maurice Rouquette, Michel Tournier
- Prix Oskar-Barnack à Evgenia Arbugaeva
- Leica Newcomer Award : Ciril Jazbec ( Slovénie), pour sa série Waiting to move
- Prix Leica Hall of Fame à René Burri [4]
- Prix Hansel-Mieth à Jonas Unger

- Prix national de portrait photographique Fernand Dumeunier à ?

- Prix Paul-Émile-Borduas à Marcel Barbeau
- Prix du duc et de la duchesse d'York à Althea Thauberger

- Prix national de la photographie (Espagne) à ?

- Prix Ansel-Adams à James Balog
- Prix W. Eugene Smith à Robin Hammond
- Prix Pulitzer
  - Catégorie « Feature Photography » à Javier Manzano
  - Catégorie « Breaking News » à Rodrigo Abd, Manu Brabo, Narciso Contreras, Khalil Hamra et Muhammed Muheisen
- Prix Inge Morath n'a pas été attribué
- Prix Arnold-Newman pour les nouvelles orientations du portrait photographique à Wayne Lawrence
- Infinity Awards
  - Prix pour l'œuvre d'une vie à David Goldblatt
  - Prix Cornell-Capa à ?
  - Prix de la publication Infinity Award à Cristina de Middel
  - Infinity Award du photojournalisme à David Guttenfelder
  - Infinity Award for Art à Mishka Henner
  - Prix de la photographie appliquée à ?
- Lucie Awards
  - Lucie Award pour l'œuvre d'une vie non décerné
  - Lucie Award Fine Art à Arno Rafael Minkkinen
  - Lucie Award du photojournalisme à John H. White
  - Lucie Award de la photographie documentaire à Li Zhensheng
  - Lucie Award de la photographie humanitaire à Lisa Kristine
  - Lucie Award du portrait non décerné
  - Lucie Award de la photographie de sport non décerné
  - Lucie Award de la photographie d'architecture non décerné
  - Lucie Award de la photographie de mode à Victor Skrebneski
  - Lucie Award de la photographie de publicité non décerné
  - Lucie Award de la femme photographe non décerné
  - Lucie Award visionnaire à Benedikt Taschen
  - Spotlight Award non décerné
  - Lucie Award spécial non décerné

- Prix Higashikawa
  - Photographe japonais à ?
  - Photographe étranger à ?
  - Photographe espoir à ?
  - Prix spécial à ?
- Prix Ihei Kimura à ?
- Prix Ken Domon à ?

- Centenary Medal de la Royal Photographic Society à Brian Griffin

- Prix international de la Fondation Hasselblad à Joan Fontcuberta
- Prix suédois du livre photographique à Björn Larsson pour Brandplats 3
- Prix Lennart Nilsson à ?

- Prix Pictet non décerné

## Expositions
- Josef Koudelka, Vestiges 1991–2012, première rétrospective consacrée aux voyages archéologiques de Koudelka sur le pourtour de la Méditerranée pour immortaliser les vestiges de l'antiquité gréco-romaine, dans le cadre de Marseille-Provence, capitale européenne de la culture 2013, Centre de la Vieille Charité, Marseille, du 12 janvier au 15 avril 2013
- La Volonté de bonheur, Témoignages photographiques du Front populaire 1934-1938, avec des photographies de Brassaï, Robert Capa, Henri Cartier-Bresson, Robert Doisneau, Nora Dumas, Gisèle Freund, André Kertész, François Kollar, Sam Lévin, Éli Lotar, Willy Ronis, David Seymour, ..., Pavillon populaire, Montpellier, du 2 mai au 9 juin 2013
- František Drtikol : « Modernist Nudes, 1923-1929 », exposition dans le cadre de PHotoEspaña 2013, présentant une large sélection des photographies de nu du photographe tchèque prises entre 1923 à 1929, profondément influencées par l'Art nouveau et le Symbolisme, Académie royale des Beaux-Arts Saint-Ferdinand, Madrid, Espagne, Du 6 juin au 28 juillet 2013 [5]
- Irving Penn : Irving Penn : On assignment, Pace Gallery, New York
- Erwin Blumenfeld (1897-1969), Jeu de Paume, Paris
- Sebastião Salgado : Genesis, Maison européenne de la photographie, Paris
- Anders Petersen, Bibliothèque nationale de France, Paris
- Raymond Depardon, un moment si doux, Grand Palais, Paris
- Vivian Maier (1926-2009), une photographe révélée, Château de Tours

## Livres de photographie parus en 2013
- Clément Chéroux, Henri Cartier-Bresson, Éditions du Centre Pompidou, 400 p.  (ISBN 978-2-84426-628-6).
- Leonard Freed, This is the day : the March on Washington, Los Angeles, J. Paul Getty Museum, IX-108 p  (ISBN 9781606061213)[6].
- Sebastião Salgado, Genesis, Cologne, Taschen, 517 p.  (ISBN 978-3-8365-4261-6).
- Denis Brihat, Premières années en Provence, Marseille, Le Bec en l'Air, 2013, 136 p. (ISBN 978-2-36744-032-3)

## Décès
- 13 février : Gabriele Basilico, photographe italien. (° 12 août 1944).
- 22 avril : Ica Vilander, photographe allemande. (° 20 décembre 1921).
- 22 mai : Wayne Miller, photographe américain. (° 19 septembre 1918).
- 21 juillet : Thony Bélizaire, photographe haïtien. (° 30 mars 1959).
- 3 octobre : Bill Eppridge, photographe et photojournaliste américain, grand reporter pour le magazine Life, lauréat en 2011 du Lucie Award du photojournalisme. (° 20 mars 1938).
- 20 décembre : John Dominis, photographe américain, né le 27 juin 1921.
- 29 décembre : Guy Borgé, aviateur, photographe et auteur d'ouvrages sur la photographie, né le 26 juin 1925.

et aussi
- Allan Arbus
- Kate Barry
- René Bouillot
- Michèle Brabo
- Denis Brodeur
- Pery Burge
- Toni Catany
- Josef Heinrich Darchinger
- Burhan Doğançay
- Philippe R. Doumic
- Robert Häusser
- Tibor Huszár
- Saul Leiter
- Jack Mitchell
- Lewis Morley
- Tish Murtha
- Alain Quemper
- Willy Rizzo
- Jean-Claude Sauer
- Allan Sekula
- Bert Stern
- Storm Thorgerson
- Deborah Turbeville

## Célébrations
Centenaire de naissance
- John Whitby Allen
- Robert Capa
- Clifford Coffin
- Peter Cornelius
- Luc Dietrich
- Helmut Gernsheim
- Ata Kandó
- Mendel Grossmann
- Kineo Kuwabara
- Helen Levitt
- Yoshito Matsushige
- Hichirō Ouchi
- Bukō Shimizu
- Shōji Ueda
- Homai Vyarawalla
- Fernand Watteeuw
- Wols

Centenaire de décès
- Alexander Bassano
- Léon Crémière
- François Cudenet
- Carl Curman
- Paul Dujardin
- György Klösz
- Pierre-Louis Pierson
- Auguste Reymond

Bicentenaire de naissance
- James Anderson
- Frederick Scott Archer
- Édouard Baldus
- Domenico Bresolin
- Giacomo Caneva
- Daniel Davis, Jr.
- Frédéric Flachéron
- Charles Marville
- Mary Rosse
- Oscar Gustave Rejlander
- James Robertson